# 楊箕東駅
楊箕東駅（ようきひがしえき）は、中華人民共和国広東省広州市天河区広州大道中と金穗路の交差点に位置する広州地下鉄10号線の駅。

## 歴史
計画時の駅名は「南方報社駅」であったが、工事名は「広州大道中駅」であった。2025年4月、広州市交通運輸局が10号線の暫定駅名を公示した際、当駅は引き続き「広州大道中駅」の名称を使用する予定とされた。しかし、広州大道中は全長約5.6キロメートルに及び、既存の「広州大道中」バス停から地下鉄駅までの距離も3キロメートル以上離れていたため、大きな議論を呼んだ。その結果、翌月、当局は駅が位置する冼村街道楊箕東社区と梅花村街道楊箕社区の東側に位置することから、当駅を「楊箕東駅」と命名することを決定した。
- 2025年6月29日：開業[6]。

## 駅構造
島式ホーム1面2線を有する地下駅。終点側に引き上げ線が2線ある。

### のりば
| 番線 | 路線     | 行先           |
| ---- | -------- | -------------- |
| 1    | ■ 10号線 | 降車專用ホーム |
| 2    | ■ 10号線 | 西塱方面       |

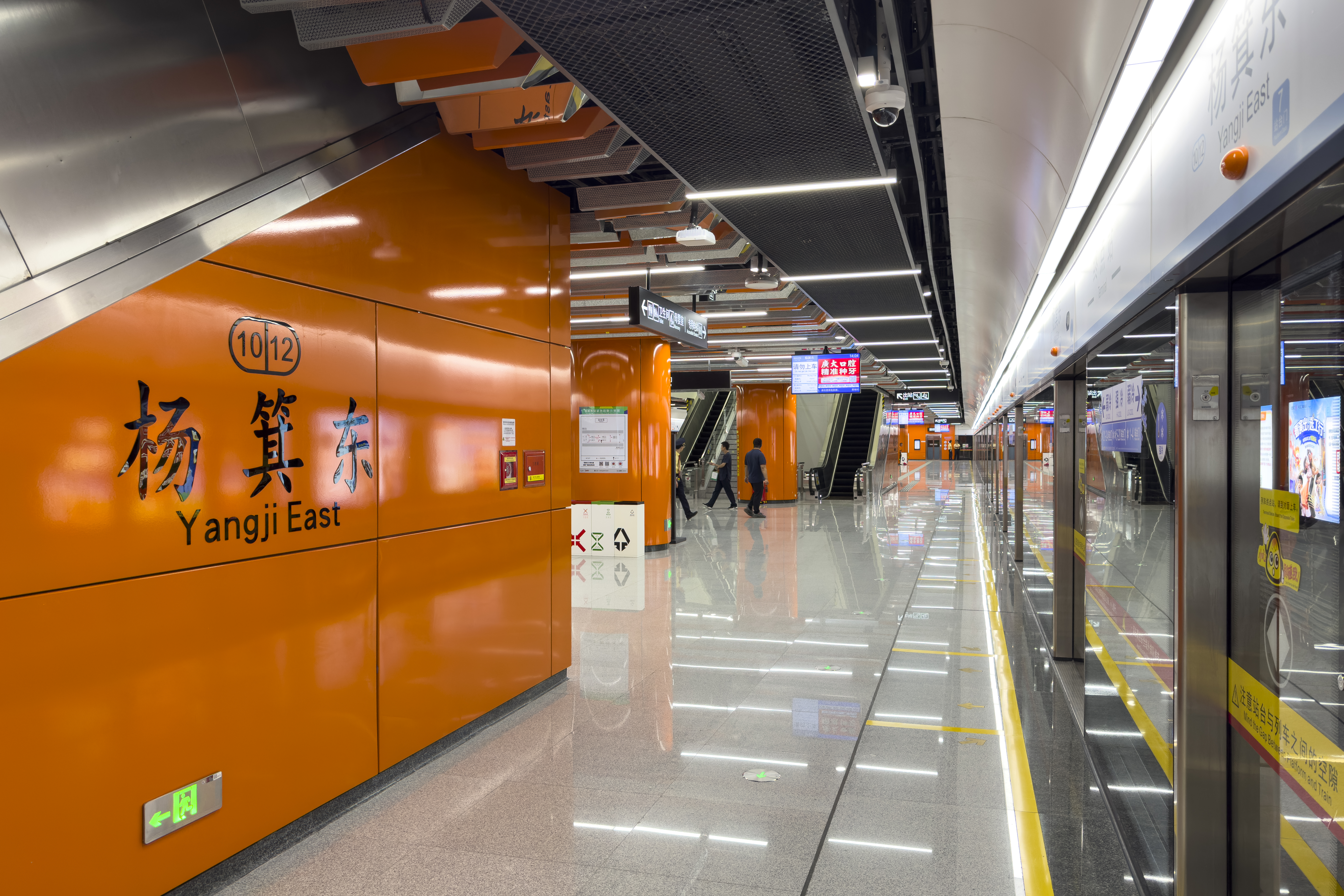
ホーム
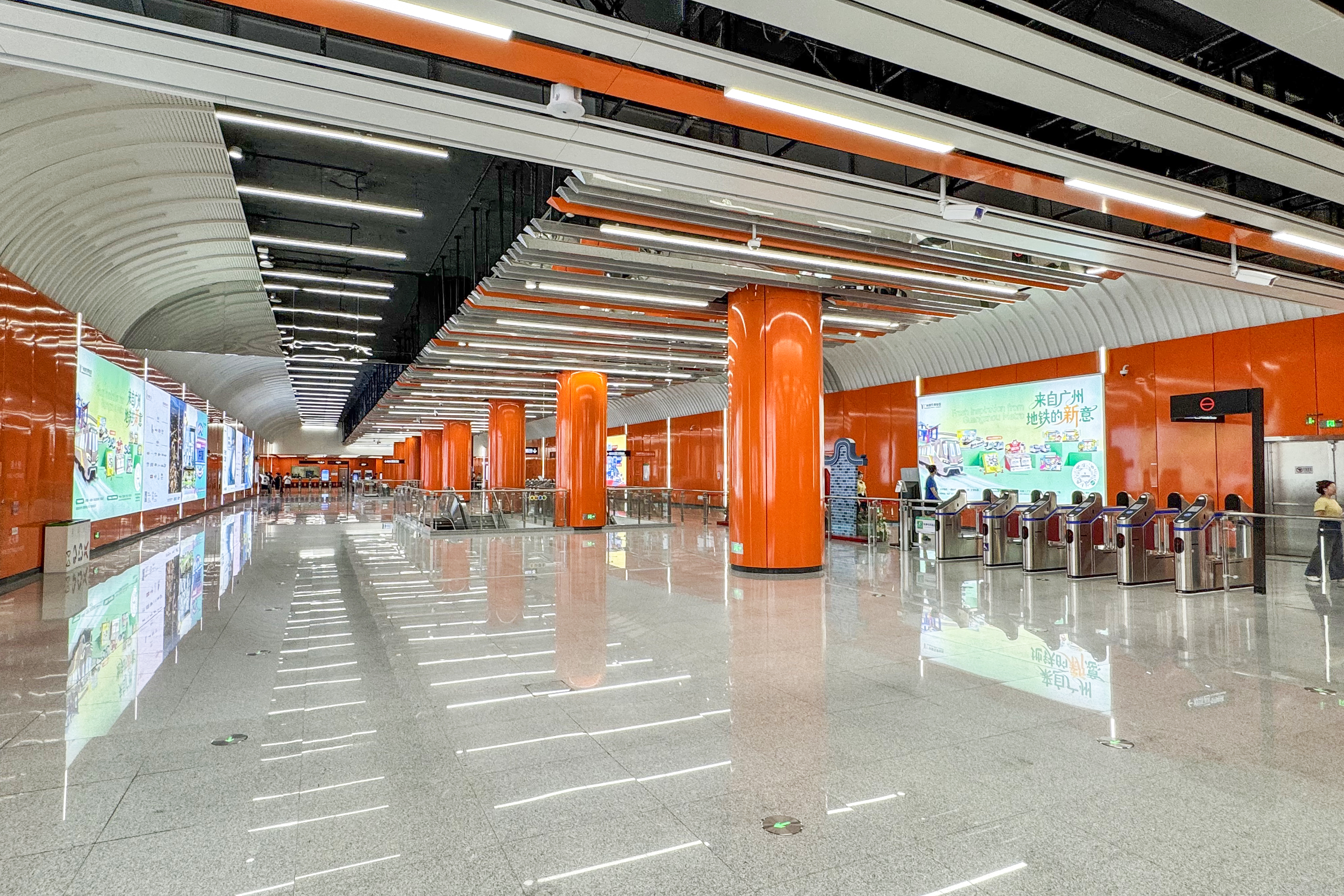
コンコース

## 駅周辺
- 富力盈豊ビル
- 邦華環球広場
- 珠控商務ビル
- 広東省人民檢察院
- 匯美ビル
- 富力盈力ビル
- 星匯国際ビル
- 華普広場
- 麗晶華庭
- 漾晴居
- 星匯雲錦
- 広州市天河中学
  - 天河中学公寓
- 外商新天地
- 289芸術園区
- 人保ビル
- 楊箕小学
- 楊箕村牌坊
- 富力東山新天地
- 南方伝媒ビル

## 隣の駅
広州地下鉄
■ 10号線
五羊邨駅 1011 - 楊箕東駅 1012